# Periboeum obscuricorne
Periboeum obscuricorne là một loài bọ cánh cứng trong họ Cerambycidae.